# Derolus discicollis
Derolus discicollis är en skalbaggsart som beskrevs av Charles Joseph Gahan 1906. Derolus discicollis ingår i släktet Derolus och familjen långhorningar.
Artens utbredningsområde är Pakistan. Inga underarter finns listade i Catalogue of Life.